# Ovatipsa chinensis
Espèce
Synonymes
- Cypraea chinensis

Ovatipsa chinensis est une espèce de mollusques gastéropodes marins appartenant à la famille des Cypraeidae.
- Répartition : est de l’Afrique et centre de l’océan Pacifique.

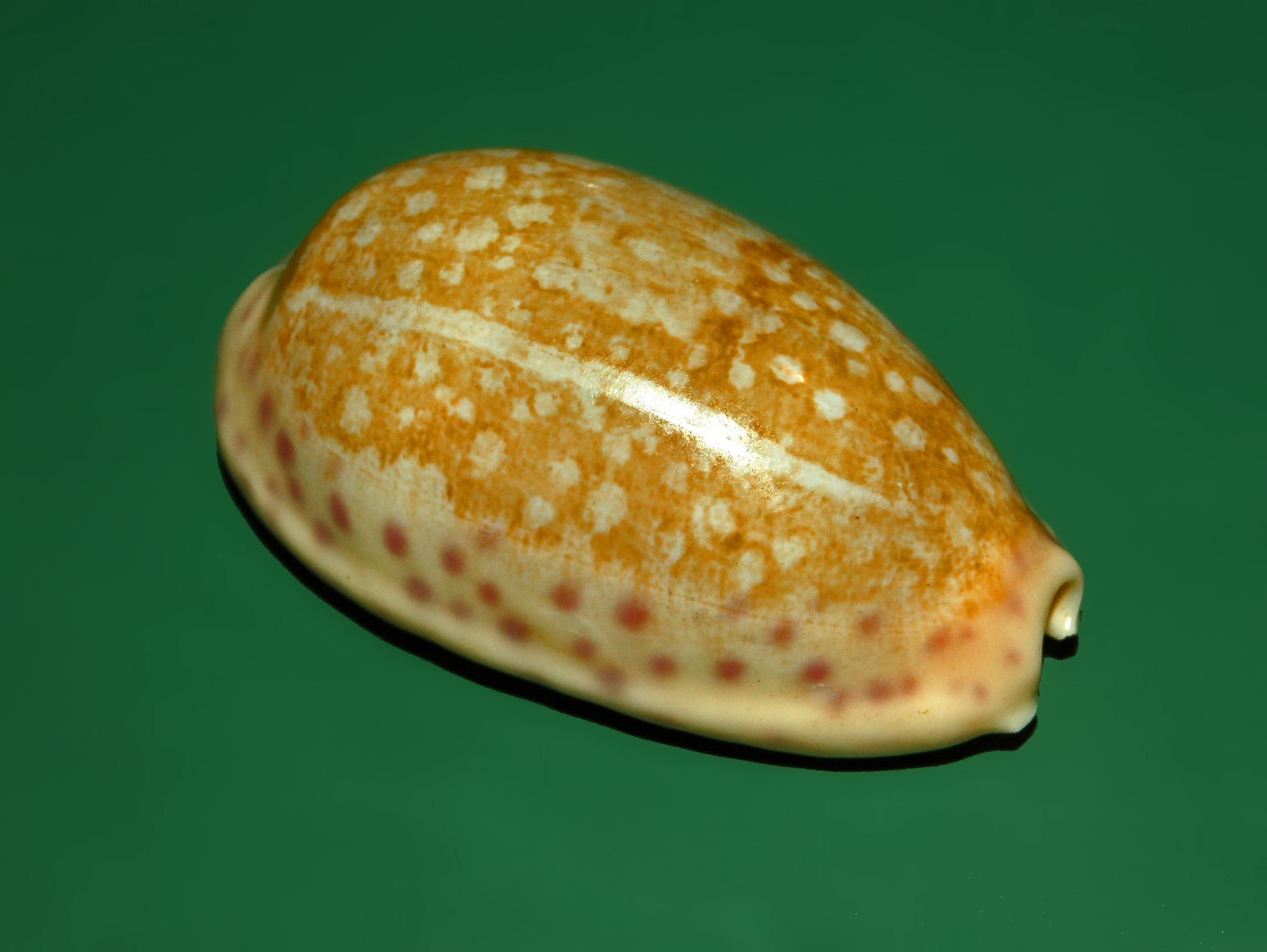
Coquille d’Ovatipsa chinensis.

- Longueur : 5,2 cm.